# Ron Moore
Ronald Keith "Ron" Moore (nacido el 16 de enero de 1962 en Nueva York, Nueva York) es un exjugador de baloncesto estadounidense que jugó una temporada en la NBA, además de hacerlo en Francia, Argentina, Chipre y en ligas menores de su país. Con 2,13 metros de estatura, lo hacía en la posición de pívot.

## Trayectoria deportiva

### Universidad
Jugó durante dos temporadas con los Tigers de la Universidad Salem International, siendo transferido en 1984 a los Yellow Jackets de la Universidad Estatal de Virginia Occidental, donde jugó otras dos, promediando en total 21,4 puntos, 10,8 rebotes y 1,5 tapones por partido.

### Profesional
Fue elegido en la vigesimoquinta posición del Draft de la NBA de 1987 por New York Knicks, quienes lo traspasaron antes del comienzo del campeonato a los Detroit Pistons junto con una futura ronda del draft a cambio de Sidney Green. Allí jugó nueve partidos, en los que promedió 1,1 puntos.
Mediada la temporada fue traspasado a Phoenix Suns a cambio de James Edwards. Jugó únicamente cinco partidos con el equipo de Arizona, en los que promedió 2,8 puntos y 1,2 rebotes.
A partir de ese momento, su carrera transcurrió entre ligas menores de su país y breves apariciones en equipos de la liga francesa, argentina y chipriota.

## Estadísticas de su carrera en la NBA

### Temporada regular
| Temporada | Edad | Equipo          | Liga | Pos. | P  | TIT | MIN | TC  | TCA | %TC  | 3P  | 3PA | %3P | 2P  | 2PA | %2P  | TL  | TLA | %TL   | R.OF. | R.DEF. | REB | ASIS | ROB | TAP | PER | FP  | PTS |
| 1987-88   | 26   | TOTAL           | NBA  | C    | 14 | 0   | 4.2 | 0.6 | 2.1 | .310 | 0.0 | 0.0 |     | 0.6 | 2.1 | .310 | 0.4 | 0.6 | .750  | 0.1   | 0.4    | 0.6 | 0.1  | 0.4 | 0.0 | 0.3 | 1.5 | 1.7 |
| 1987-88   | 26   | Detroit Pistons | NBA  | C    | 9  | 0   | 2.8 | 0.4 | 1.4 | .308 | 0.0 | 0.0 |     | 0.4 | 1.4 | .308 | 0.2 | 0.4 | .500  | 0.2   | 0.0    | 0.2 | 0.1  | 0.2 | 0.0 | 0.3 | 0.9 | 1.1 |
| 1987-88   | 26   | Phoenix Suns    | NBA  | C    | 5  | 0   | 6.8 | 1.0 | 3.2 | .313 | 0.0 | 0.0 |     | 1.0 | 3.2 | .313 | 0.8 | 0.8 | 1.000 | 0.0   | 1.2    | 1.2 | 0.0  | 0.6 | 0.0 | 0.2 | 2.6 | 2.8 |
| Total     |      |                 | NBA  |      | 14 | 0   | 4.2 | 0.6 | 2.1 | .310 | 0.0 | 0.0 |     | 0.6 | 2.1 | .310 | 0.4 | 0.6 | .750  | 0.1   | 0.4    | 0.6 | 0.1  | 0.4 | 0.0 | 0.3 | 1.5 | 1.7 |